# دهستان زرین‌دشت
زرین‌دشت، دهستانی از توابع بخش مرکزی شهرستان دره‌شهر در استان ایلام ایران است.مردم این دهستان همگی لرتبار هستند و اکثریت از ایل زینی وند هستند.

## جمعیت
براساس سرشماری سال ۱۳۸۵ جمعیت آن ۹٬۶۸۰ نفر (۱٬۹۲۶ خانوار) بوده‌است.